# Zeynabābād
Zeynabābād (persiska: زِينابادِ جَهان خانِملو, زينب آباد, Heybat-e Jahān Khānemlū, هِيبَتِ جَهان خانِملو) är en ort i Iran.   Den ligger i provinsen Ardabil, i den nordvästra delen av landet, 500 km nordväst om huvudstaden Teheran. Zeynabābād ligger 311 meter över havet och antalet invånare är 112.
Terrängen runt Zeynabābād är huvudsakligen lite kuperad. Zeynabābād ligger nere i en dal. Runt Zeynabābād är det ganska tätbefolkat, med 58 invånare per kvadratkilometer. Närmaste större samhälle är Akbar Dāvūd-e Qeshlāqī, 2,2 km söder om Zeynabābād. Trakten runt Zeynabābād består till största delen av jordbruksmark.